# Moskevský Kreml
Moskevský Kreml je středověký kreml v centru Moskvy založený středověkou ruskou vládnoucí dynastií Rurikovců. V současnosti Kreml slouží mimo jiné jako oficiální sídlo prezidenta Ruské federace.
Kreml má velmi výrazné vnější zdi postavené z neomítaných červených pálených cihel. Jsou vysoké 5 až 19 metrů, dlouhé 2235 metrů, jejich tloušťka dosahuje 3,5 až 6,5 metru a jsou posílené dvaceti věžemi, nejvyšší – Trojická – měří 79 metrů. Půdorysem Kremlu je nepravidelný trojúhelník, jehož plocha má 277 000 m2 (téměř 28 hektarů). Jedná se o jeden z největších hradních komplexů na světě. Uvnitř se nachází několik z nejvýznamnějších ruských pravoslavných kostelů, například Uspenský chrám (chrám Nanebevzetí Panny Marie) z 15. století, Blagověščenskij sobor (chrám Zvěstování Panny Marie) a Archangelskij sobor (chrám Archanděla Michaela) s hrobkami ruských panovníků. Kromě těchto kostelů se v Kremlu nacházejí rovněž významné paláce, například Velký kremelský palác, dokončený roku 1849, a Těremský palác se soukromými komnatami ruských carů. V několika palácích jsou vystaveny umělecké a historické poklady Ruské říše, shromážděné v průběhu celých staletí. Moskevský Kreml je největší obývaná pevnost v Evropě.

## Historie
V 11. století místa, kde se řeka Neglinnaja vlévá do řeky Moskvy obýval kmen Krivičů (Кривичи), který tam zbudoval první malé opevnění. Podle Ipatěvské kroniky je první písemná zmínka o Moskvě datována rokem 1147. Od této doby se dá mluvit o vzniku Moskvy jako města. První hradební zeď byla postavena v roce 1156, její délka činila 850 metrů, opevněná plocha uvnitř pak kolem 3000 metrů.2 Toto rozsáhlé rozšíření, v té době ještě „Moskevského hradu“, provedl kníže Jurij Dolgorukij. V roce 1238 byl hrad zničen při nájezdu Mongolů. Od roku 1264 hrad začal sloužit jako sídlo moskevských knížat.
Takové hrady a tvrze se v Rusku odpradávna jmenovaly detinec. Slovo kreml se začalo používat až od 14. století. První písemné doklady, ve kterých je moskevský hrad nazýván Kreml, pocházejí z roku 1331.

### Sídlo ruských panovníků

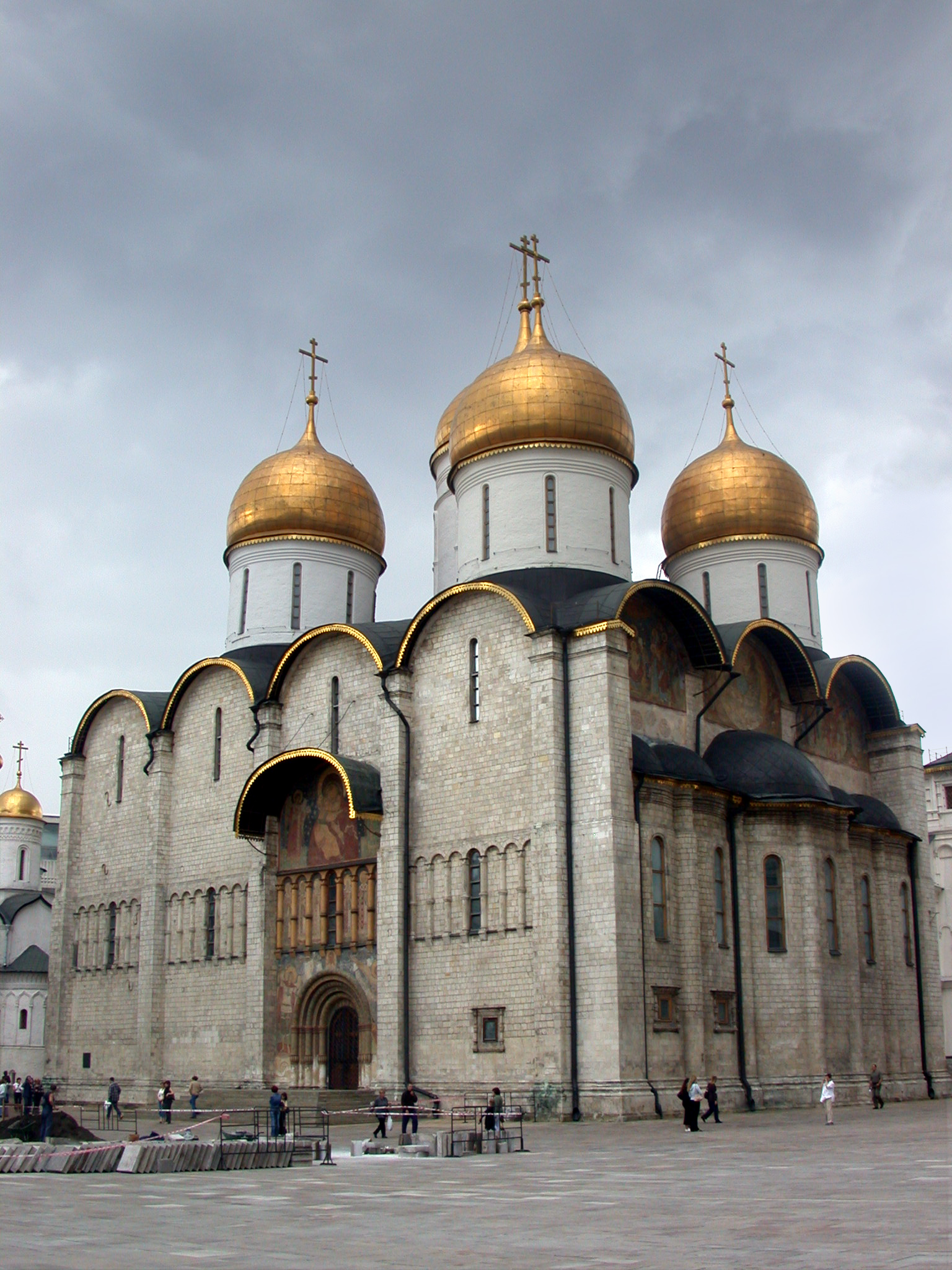
Chrám Nanebevzetí v dnešní podobě

První zmínky o kamenných stavbách v Kremlu pochází z první poloviny 14. století, poté co metropolita Alexej roku 1360 přesunul svoje sídlo z Kyjeva do Moskvy. V tomto období začala v Kremlu vznikat z příkazu Ivana Kality řada chrámů. Hlavní chrám Nanebevzetí panny Marie (Uspenskij sobor, Успенский собор) byl založen v roce 1327 a výrazně přestavěn a rekonstruován v 15. století. Později byli v tomto chrámu korunováni ruští carové. Většina chrámů v moskevském Kremlu byla postavena v rusko-byzantském architektonickém slohu, tedy s jednou centrální a několika po obvodu rozmístěnými zlatými kopulemi z vápence.
Původní zeď kolem Kremlu byla dřevěná. Za vlády Dmitrije Donského byla v letech 1366–1368 nahrazena masivní kamennou (vápencovou) obvodovou zdí. Tato zeď měla chránit Kreml před nájezdy Tatarů, především chána Tochtamiše. Po smrti Dmitrije založil jeho poručník, metropolita Alexis, klášter Zjevení archanděla Michaela (Чудов монастырь). Na konci 14. století se Vasiliji I. Dmitrijeviči podařilo dojednat mír s Tatary, takže mohl pokračovat ve výstavbě chrámů. Příkladem budiž chrám Zvěstování panny Marie (Blagověščenskij sobor, Благовещенский собор) z roku 1405, na jehož výzdobě se podíleli Theofanés Řek, Andrej Rublev a Prokor.

### Velké přestavby od 15. století

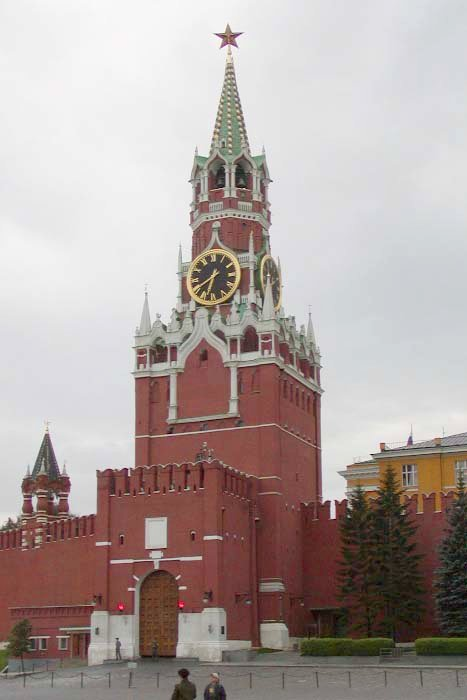
Frolovská neboli Spasská (Vykupitelova) věž

Ivan III. si v roce 1475, po sjednocení Ruska, uvědomil, že jeho sídlo, Kreml, není hodné panovníka jeho významu v podobě, v jaké se nacházel. V této době byly vápencové obvodové zdi v havarijním stavu a i další budovy bylo třeba opravit. Ruští stavitelé, které Ivan III. pozval, nejprve dokázali vyspravit zdi, ale již si nedokázali poradit s projektem takového rozměru, jakým byla celková přestavba zdí nebo oprava chrámu Nanebevzetí; jejich pokusy skončily pouze zřícením některých chrámových zdí. Když Ivan III. zjistil, že nemá dostatečně kvalifikované projektanty v Rusku, poslal pro architekty do Itálie.

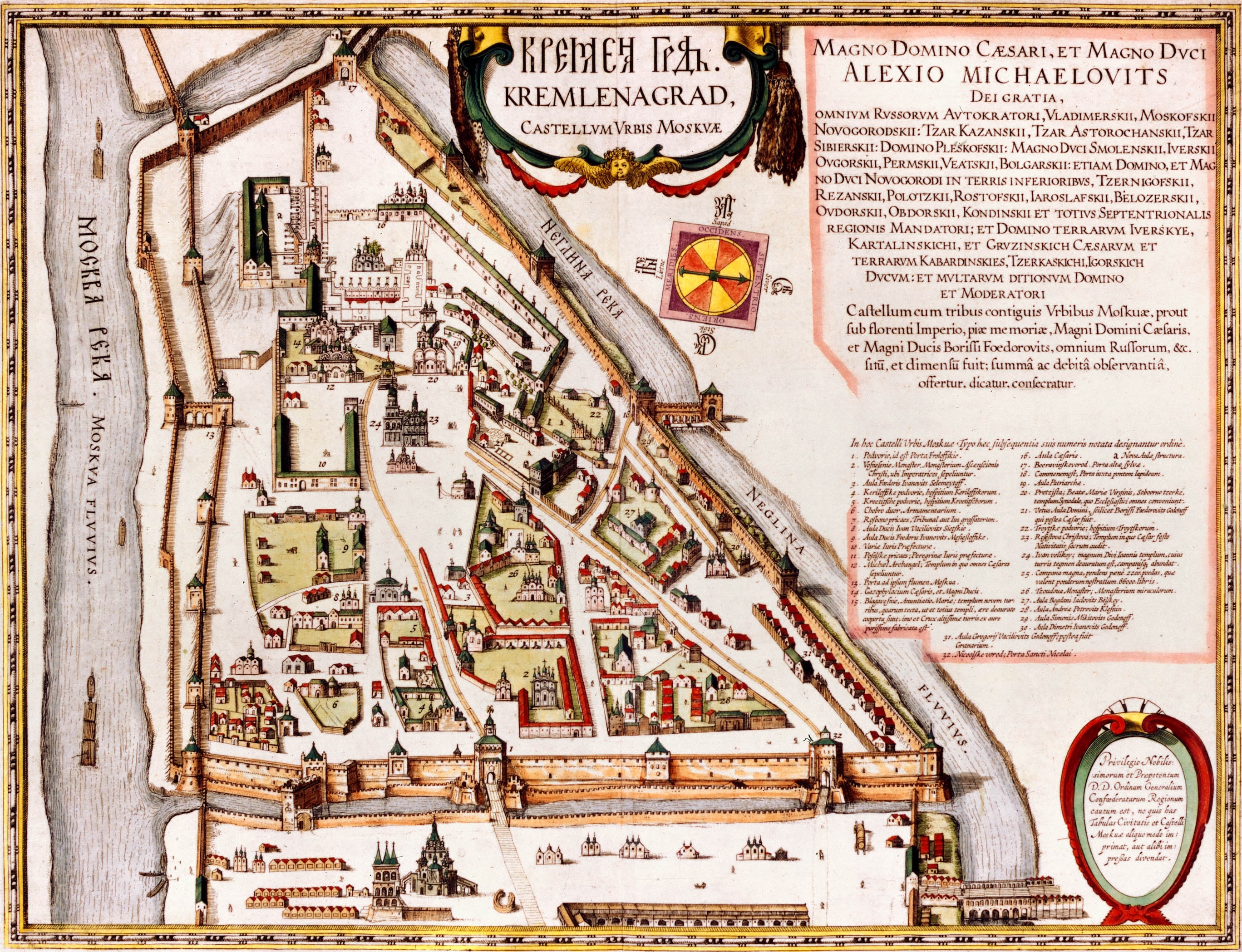
Plán Kremlu okolo roku 1601

V roce 1475 přijel první italský architekt Aristotele Fioravanti, kterého získal Ivan III. za podpory metropolity Filipa na rekonstrukci chrámu Nanebevzetí. Na přání Ivana III. byl vzorem této stavby chrám Nanebevzetí ve Vladimiru. Chrám je postaven v rusko-byzantském stylu, podle umístění velké centrální zlaté kupole a čtyř menších umístěných v rozích, ale Fioravanti zanesl do stavebního postupu mnoho inovativních prvků. Vložil do základů mohutné dubové kůly, používá železné klenební spojníky a pro stavbu kopule používá cihly namísto kamene.

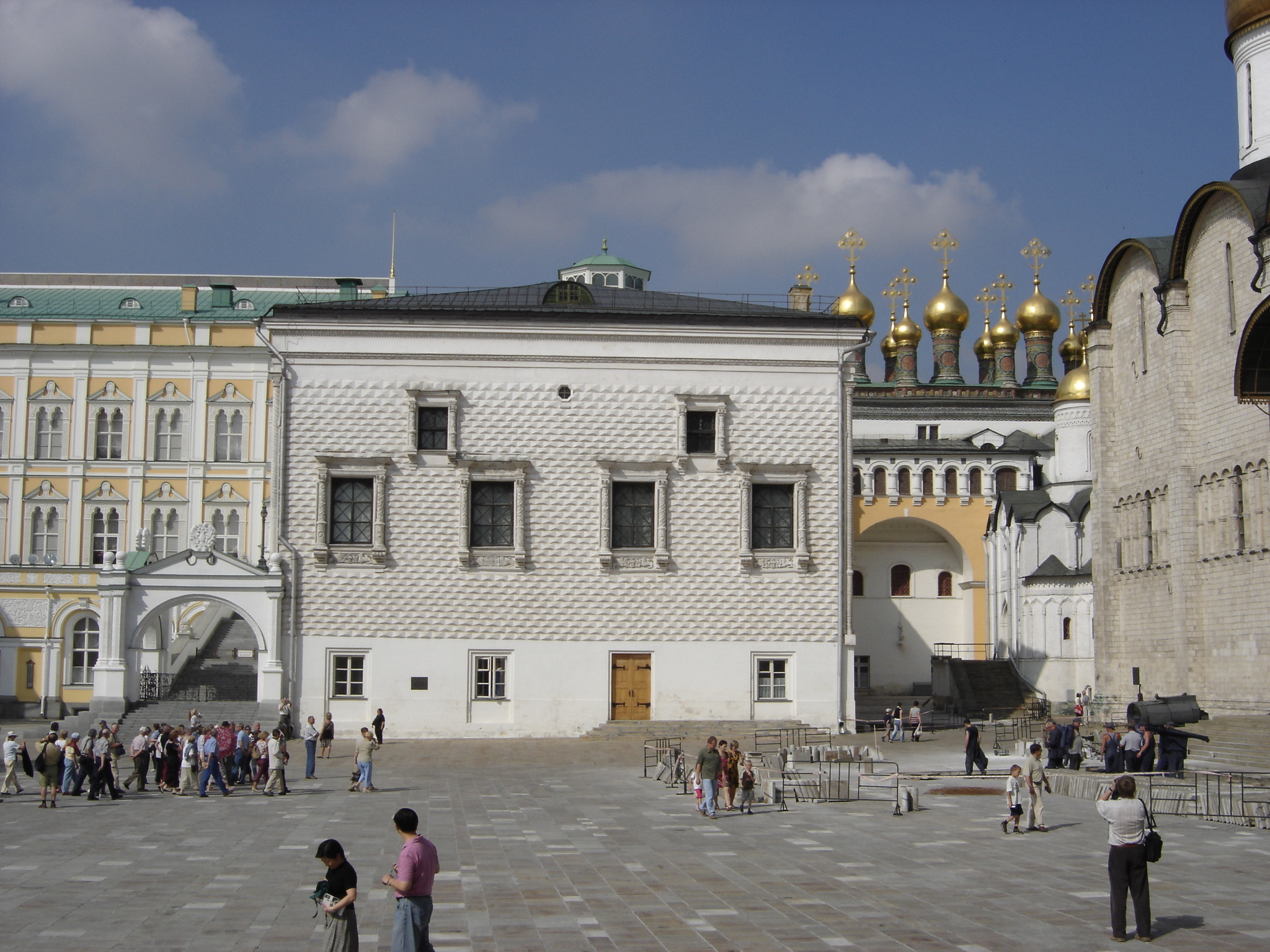
Diamantový palác s rustikou v podobě diamantového výbrusu

Mezi lety 1485–1516 probíhala generální přestavba pevnostních zdí italskými pevnostními specialisty. Pracoval zde například Pietro Antonio Solari, který se proslavil rekonstrukcí hlavní vstupní Frolovské (později Vykupitelovy) věže v roce 1491, na základech původní postavené Vasilijem Jermolinem, a dalších věží. Tato přestavba probíhala v duchu v Itálii již zastaralého pevnostního stavitelství quattrocenta, při které byl vápenec nahrazen neomítanými pálenými cihlami a zdi dostaly výrazná cimbuří v podobě vlaštovčích ocasů. Věže byly přidány až v 17. století. Tyto nové zdi se dochovaly dodnes; jejich délka je 2235 m, výška kolísá mezi 8 a 19 m a šířka je v rozmezí 3 až 6 m.
Novou stavbou, kterou Kreml doplnili italští architekti, byla Granovitaja palata (Грановитая палата), jejíž název pochází z názvu zvláštních řezaných (tzv. diamantový rust) z kamene obkladů východní fasády. Budovu začal stavět v roce 1487 Marco Frjazin a stavbu dokončil Solari.
Na konci tzv. „italského období“ od roku 1505 do roku 1508 se v Kremlu stavěly dvě významné budovy: Archandělský chrám (Архангельский собор), který byl postaven Alevizem Novijem na základech původního chrámu z roku 1333, a zvonice Ivana Velikého. Zvonice byla dvoustupňová a vysoká 60 m, za panování Borise Godunova jí byla přistavěna ještě 21 m vysoká třetí část. Zvonice byla tak důmyslně zkonstruována, že přetrvala mnohé požáry a dokonce za války s Napoleonem i francouzskou nálož, která srovnala okolní stavby se zemí.
Po dokončení těchto staveb vyšel carský dekret, který nařizoval, že žádná další budova nesmí stát v blízkosti pevnosti. To způsobilo, že je Kreml oddělený od dnešního historického moskevského centra tzv. Kitaj-gorodu. V letech 1555–1560 po dobytí Kazaňského chanátu nechal car Ivan IV. na toto prázdné místo (dnešní Rudé náměstí) postavit architektem Postnikem Jakovlevem chrám Vasila Blaženého.
V roce 1682 prožil car Petr Veliký ještě jako dítě v Kremlu velice traumatické okamžiky, když jen o vlásek unikl živ z moskevské rebelie (Střelecká vzpoura), z toho důvodu Moskvu neměl rád a později v roce 1712 přemístil sídelní město z Moskvy do nově postaveného honosného Sankt-Peterburgu Petrohradu a Kreml upadl v zapomnění až do 18. století. Ještě před přesunutím carského sídla z Kremlu do Petrodvorce proběhla poměrně rozsáhlá dostavba ozdobných věžiček nad stávající věže obvodových zdí.

### Přestavby od 18. století
V 18. stol znovuobjevila moskevský Kreml, do té doby používaný jen pro korunovace carů, Kateřina Veliká a znovu sem přemístila jeho zašlé moci. Nezůstalo jenom u přemístění, ale Kateřina sebou přivezla poměrně odvážné plány na přestavbu Kremlu. Tyto plány se týkaly přestavby zdí v klasicistním slohu, které ale, jak se shoduje mnoho odborníků naštěstí, z velké části nebyly nikdy provedeny. Nicméně velký projekt spojený s reformou z roku 1763, která ustanovila Moskvu jako centrum soudu, proveden byl.
Kateřina pověřila talentovaného klasicistního architekta Matveje Kazakova provedením budovy Senátu. Tato budova leží v do té doby nevyužité severovýchodní části Kremlu. Tato čtyřpatrová budova tvoří souměrný trojúhelník s dvěma vnitřními křídly a třemi nádvořími. Do východního vrcholu tohoto trojúhelníku Kazakov umístil výraznou rotundu, která sloužila pro shromažďování Senátu. Po dostavbě byla hradební věžička před Senátem z bezejmenné přejmenována na „Senátní“. Budova za dob komunismu sloužila jako sídlo Nejvyššího sovětu SSSR.

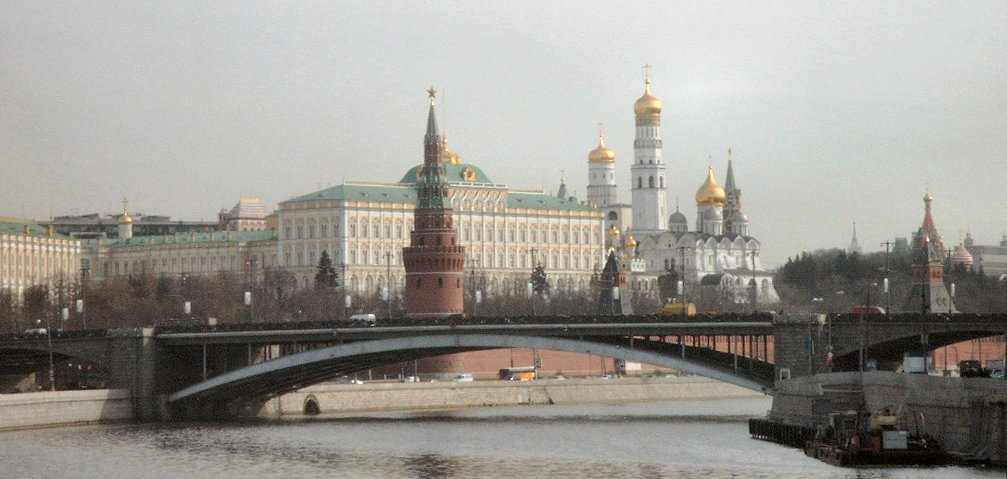
Pohled na Velký kremelský palác

V 19. století z příkazu cara Mikuláše I. proběhla další výrazná přestavba budovy, která byla poškozena za francouzské okupace na začátku století, Velkého kremelského paláce (Большой Кремлёвский дворец). Tuto přestavbu řídil architekt Konstantin Ton a na návrhu vnitřní výzdoby se podílel dvorní architekt Friedrich Richter. Tato přestavba vytvořila skutečnou dominantu Kremlu při pohledu přes řeku Moskvu. Během těchto prací také došlo k propojení Velkého paláce s palácem Těremským (Теремной дворец), Diamantovým palácem a s chrámem Zvěstování.
Poté opět Kreml začal ztrácet na významu až do doby nástupu komunismu na začátku 20. století.

### Sovětské období

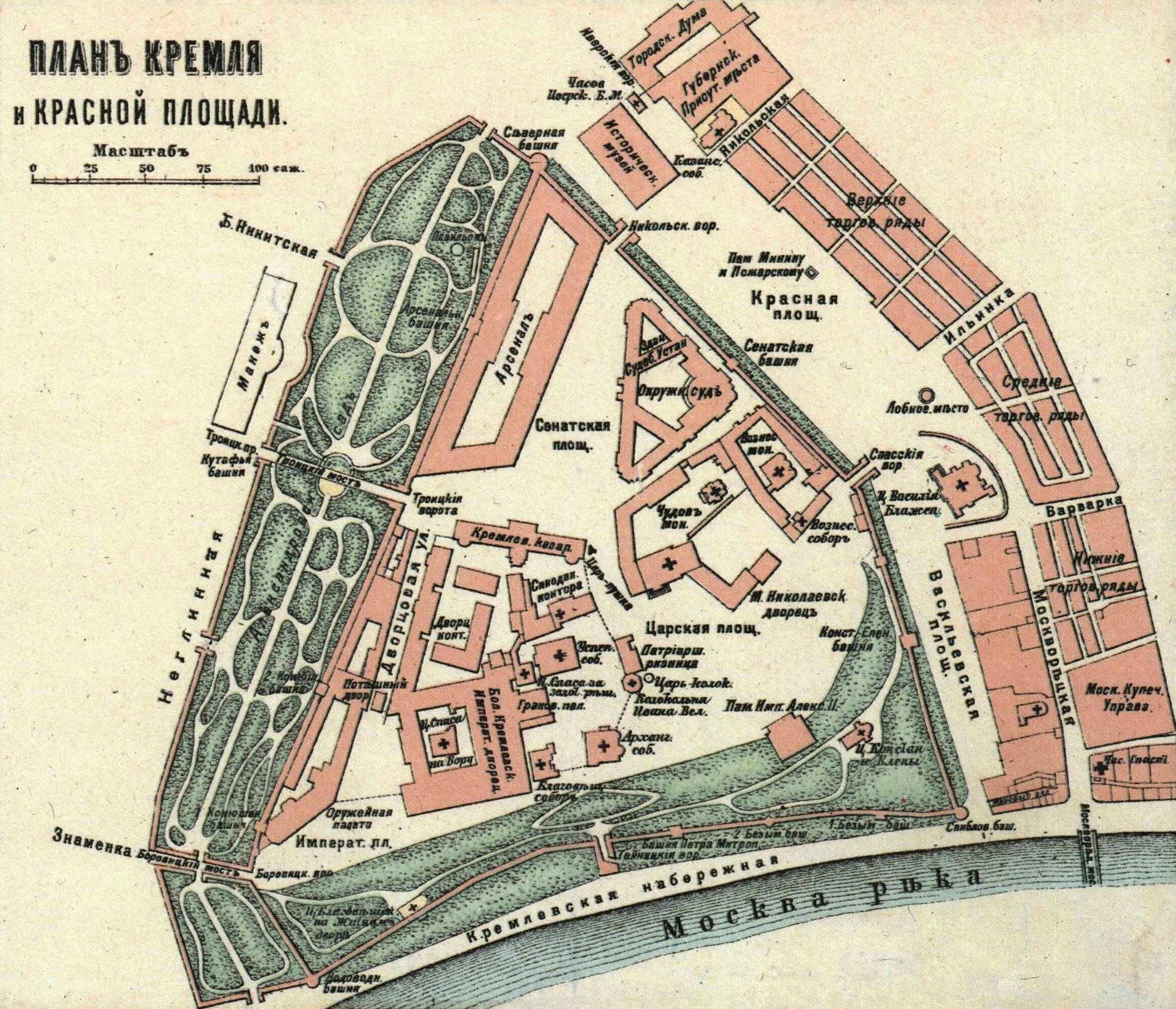
Plán Kremlu z roku 1917, před komunistickými přestavbami

Po Velké říjnové revoluci přesunul 12. října roku 1918 Vladimir Iljič Lenin veškerou moc po mnoha letech zpět do Kremlu. Lenin si rezervoval v Kremlu místnost pro sebe a určil za sídlo Sovětu bývalou budovu Senátu. V této době proběhlo několik oprav dlouho nepoužívaných budov. Poté se ale začaly projevovat názory komunismu na tradiční ruskou víru a komunistické architektonické postupy.
Na příkaz Josifa Stalina došlo k rozsáhlému bourání po staletí stavěných chrámů po celém Rusku, velké části Kremlu se však tato akce vyhnula. Krom zbourání konventu Nanebevstoupení (Vozněsenskij monastyr), kláštera Zjevení, starého Spasitelova chrámu a malého Nikolského paláce byly odstraněny carské symboly a Kreml se uzavřel veřejnosti.
Ve třicátých letech byly původní zlaté orlice umístěné na kremelských věžích zčásti nahrazeny svítícími rudými kolem 3 metrů vysokými hvězdami. Místo po zbouraných budovách nahradila vojenská akademie a Sjezdový palác postavený v letech 1959–1961 architektem Michailem Posochinem. Tato stavba je postavena z mramoru a skla, je konstrukčně jednoduchá a nepůsobí rušivým dojmem, což např. historik architektury W. C. Brumfield shledává jako jediné pozitivum budovy. Ze strany Rudého náměstí u Kremelské zdi bylo postaveno architektem Ščusevem Leninovo mauzoleum a podél zdi se začaly pohřbívat významné osoby.[ujasnit]
V roce 1955 byl Kreml znovu veřejnosti otevřen a v roce 1961 se z něho stalo kromě sídla vlády muzeum. Později v roce 1990 byl jako první ruský komplex zapsán na seznam světového kulturního dědictví UNESCO.